# Liste der Pflichtspiele zwischen dem FC Bayern München und Borussia Mönchengladbach

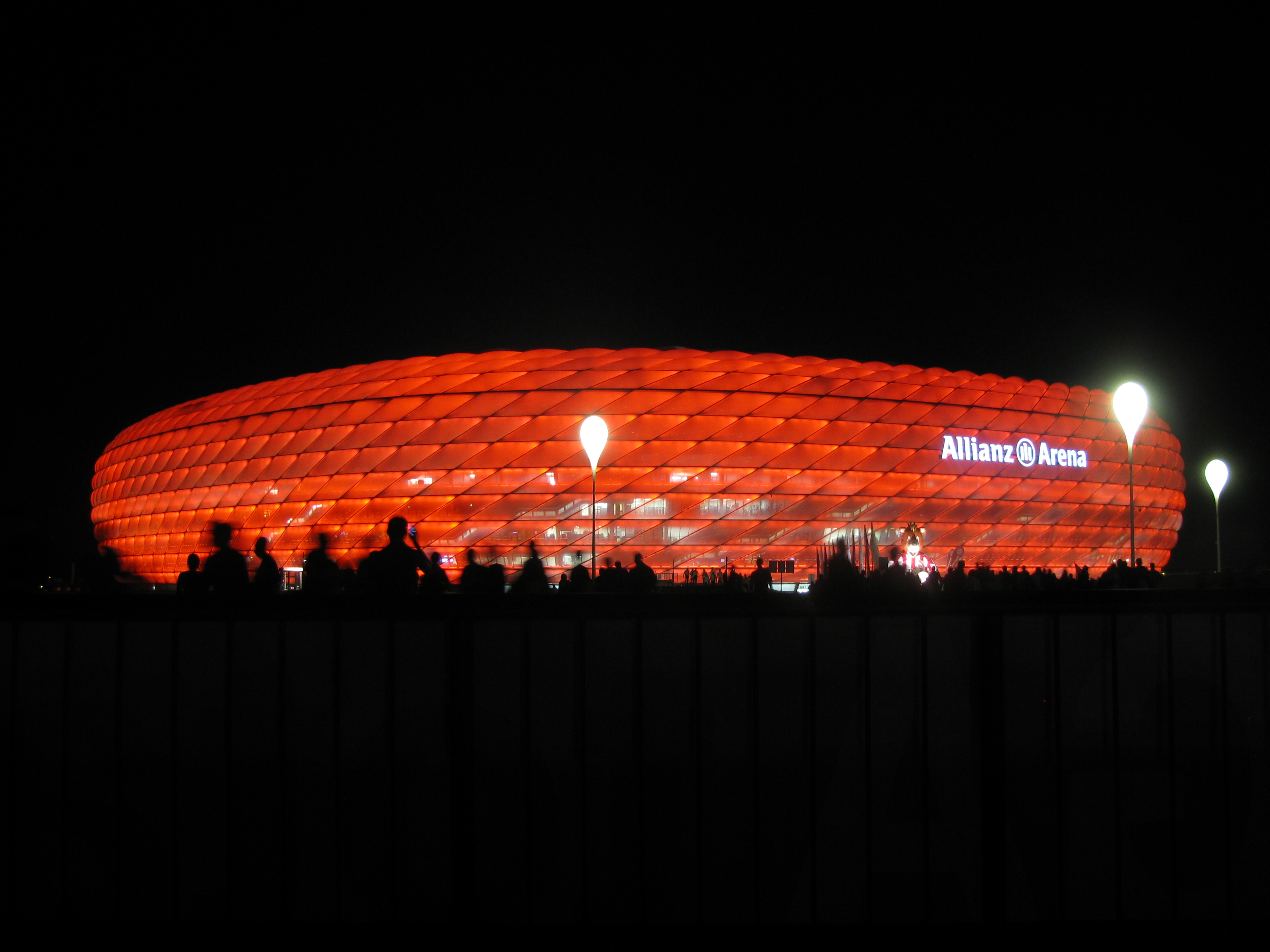
Die Allianz Arena in München

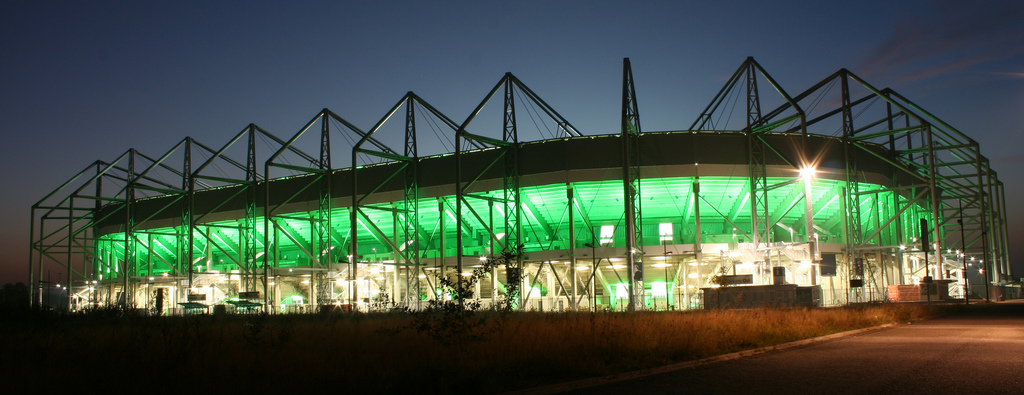
Der Borussia-Park in Mönchengladbach

In der Liste der Pflichtspiele zwischen dem FC Bayern München und Borussia Mönchengladbach sind alle Pflichtspiele zwischen den ersten Männermannschaften der Fußballvereine FC Bayern München und Borussia Mönchengladbach aufgeführt.

## Geschichte
Beide Vereine stiegen aus der Regionalliga zur Saison 1965/66 in die zwei Jahre zuvor gestartete Fußball-Bundesliga auf. Die beiden jungen Mannschaften waren für ihr angriffstarkes Spiel bekannt. In der letzten Regionalliga-Saison erzielten die Borussen im Westen 92 Treffer. Der FC Bayern schoss im Süden sogar 146 Tore, 59 Treffer mehr als der Zweitplatzierte SSV Reutlingen. Schnell etablierte man sich in der ersten Liga. In den Reihen der Clubs standen u. a. Spieler wie Franz Beckenbauer, Gerd Müller, Sepp Maier, Franz „Bulle“ Roth, „Katsche“ Schwarzenbeck, „Rudi“ Nafziger, Günter Netzer, Berti Vogts, Jupp Heynckes, Herbert Laumen und „Hacki“ Wimmer sowie die Trainer „Tschik“ Čajkovski, Udo Lattek und Hennes Weisweiler, der Vater der Fohlenelf. Die Premierensaison beendete der FC Bayern auf Platz 3. Die Fohlen aus Mönchengladbach belegten den 13. Platz in der Liga. Beide Partien entschieden die Münchener für sich. Durch den Gewinn des DFB-Pokals 1965/66 trat der FCB in der Folgespielzeit im Europapokal der Pokalsieger 1966/67 an, den man durch den Sieg im Endspiel gegen die Glasgow Rangers ebenfalls gewann. Das erste Tor im Duell der Clubs erzielte Günter Netzer zum 1:0 am 2. Oktober 1965. Für den FCB erzielte Rainer Ohlhauser den ersten Treffer zum 1:1. Von 1969 bis 1977 hieß der deutsche Fußballmeister entweder FC Bayern München (1969, 1972, 1973, 1974) oder Borussia Mönchengladbach (1970, 1971, 1975, 1976 und 1977). Nicht nur die Bundesliga bestimmten die Clubs. Der FCB gewann von 1974 bis 1976 drei Mal in Folge den Europapokal der Landesmeister (1974, 1975 und 1976). Die Borussia brachten zwei Mal den UEFA-Pokal (1975 und 1979) mit nach Hause. Auch auf die deutsche Fußballnationalmannschaft hatte dies Einfluss. In den 1970er Jahren bestand die Mannschaft größtenteils aus den Spielerblöcken des FCB und der Borussen. Dies brachte Deutschland den Europameistertitel 1972 und den Sieg bei der Weltmeisterschaft 1974. Bis heute spricht man von der spielstärksten deutschen Fußballnationalmannschaft aller Zeiten.
Vor dem letzten Spieltag der Saison 1970/71 trennte die punktgleichen Mannschaften nur ein Tor. Der FC Bayern führte die Tabelle mit 48:18 Punkten und 74:34 Toren an. Die Borussia als Titelverteidiger wies ein Torkonto von 73:34 auf. Am letzten Spieltag mussten die Bayern beim MSV Duisburg, ohne den gesperrten Gerd Müller, antreten. Die Roten kamen schlecht in das Spiel und hatten Glück, das Hartmut Heidemann einen Strafstoß in der 12. Minute nicht verwandeln konnte. Mit einem 0:0 ging es in die Halbzeitpause. Die Gladbacher brauchten bei Eintracht Frankfurt bis zur 43. Minute, um die 1:0-Führung durch Netzer zu erzielen. Doch noch vor dem Halbzeitpfiff glich Bernd Nickel durch einen abgefälschten Freistoß aus. Der FCB fand weiter nicht in Spiel und der MSV ging durch Rainer Budde in der 55. Minute in Führung. 14 Minuten später traf abermals Budde zum 2:0. Bei diesem Ergebnis blieb es bis zum Schluss. Die Münchener mussten auf Schützenhilfe der Eintracht hoffen. Nach der Pause kamen die Borussen aber besser ins Spiel und erzielten in der 69. Minute durch Horst Köppel das 2:1. Zwei Treffer durch Jupp Heynckes in der 78. und 81. Minute zum 4:1 entschieden endgültig das Spiel und den Kampf um die deutsche Meisterschaft.
Der höchste Sieg der Borussen gegen den FCB kam am 18. Mai 1974, am letzten Spieltag der Saison 1973/74 zustande. Die Fohlen überrannten die Bayern als feststehenden Meister mit 5:0. Die hohe Niederlage kam hauptsächlich deshalb zustande, weil der FC Bayern München am 15. Mai im Endspiel des Europapokals der Landesmeister gegen Atlético Madrid antrat. Die Partie endete nach Verlängerung mit 1:1. Da es noch kein Elfmeterschießen gab, wurde ein Wiederholungsspiel am 17. Mai ausgetragen. Die Begegnung wurde um 20:15 Uhr angepfiffen. Die Bayern gewannen mit 4:0 und mussten am folgenden Tag, nach den Feierlichkeiten nicht ganz nüchtern, um 15:30 Uhr auf dem Gladbacher Bökelberg auflaufen. Bei jedem Gegentor wurde auf der Trainerbank nur noch gelacht, so Trainer Lattek. Vor dem Spiel übergab DFB-Präsident Hermann Gösmann noch die Meisterschale an die Münchener. Am 21. Mai 1977 feierte die Borussia am letzten Spieltag 1976/77 ihren fünften Meistertitel im Olympiastadion München. Trotz einer zwischenzeitlichen 2:0-Führung von Gladbach endete die Partie noch mit einem 2:2-Unentschieden, da Hans-Jürgen Wittkamp in der 90. Minute ins eigene Tor traf. Franz Beckenbauer gab nach 18 Jahren beim FC Bayern seinen Abschied aus München. Am 24. März 1979 hatten die Borussen einen rabenschwarzen Tag. Sie unterlagen dem FC Bayern mit 1:7. Karl-Heinz Rummenigge erzielte dabei drei Treffer und Sepp Maier machte vor Freude einen Kopfstand. Am Ende der Saison belegte Bayern den 4. Platz und die Borussen landeten im Mittelfeld auf 10. Platz. Zum Ende der 1970er Jahre zeichnete sich bei beiden Vereinen ein Umbruch ab. Viele Spieler die die Vereine prägten verließen die Clubs oder hörten auf. Borussia Mönchengladbach konnte nicht mehr an die früheren Erfolge anknüpfen. Nach dem Abgang von Franz Beckenbauer und Gerd Müller in die Vereinigten Staaten zu New York Cosmos und den Fort Lauderdale Strikers in die North American Soccer League sowie dem vorzeitigen Karriereende von Sepp Maier brauchte der FCB einige Zeit, um zu neuer Stärke zu finden, und wurde 1980 mit den Zugpferden Paul Breitner und Karl-Heinz Rummenigge wieder Meister.
Zur tragischen Figur wurde der Stürmer „Kalle“ Del’Haye. Er wechselte als Europameister 1980 vom Bökelberg für die damalige Rekordsumme von 1,265 Mio. DM an die Isar. Der Transfer gilt als Musterbeispiel aller strategischen Wechsel der Bayern, um einen Konkurrenten zu schwächen. Del’Haye wurde für den FCB zu einem der größten Transfer-Flops seiner Geschichte. Er stand im Schatten von Karl-Heinz Rummenigge. Unter Trainer Pál Csernai saß er meist auf der Ersatzbank oder wurde im Mittelfeld aufgestellt. Auch unter Udo Lattek verbesserte sich seine Lage nicht. Nach fünf Jahren wechselte er zu Fortuna Düsseldorf, wo er von 1985 bis 1987 auf 23 Spiele ohne Torerfolg kam.
Als eines der denkwürdigsten Duelle steht das Endspiel im DFB-Pokal 1983/84 im Frankfurter Waldstadion. Die Borussia, die in der Liga den 3. Platz vor dem FCB belegte, ging durch Frank Mill in der 33. Minute mit 1:0 in Führung. Der FC Bayern konnte spät durch Wolfgang Dremmler in der 82. Minute ausgleichen. Da in der Verlängerung keine Treffer erzielt wurden, kam es zum Elfmeterschießen. Als erster nahm sich der Gladbacher Lothar Matthäus den Ball. Er schoss das Leder über das Tor. Matthäus hatte zuvor bereits einen Vertrag ab der nächsten Saison beim FC Bayern unterschrieben. Obwohl es nicht der entscheidende Elfer war, wurde Matthäus, der aus Mittelfranken stammt, lange Jahre von den Gladbacher Fans als Judas (Verräter) bezeichnet. Es hält sich hartnäckig das Gerücht, dass Matthäus absichtlich verschoss, um mit seinem neuen Verein im Europapokal der Pokalsieger starten zu können und nicht im UEFA-Pokal. Nach einem Fehlschuss von Klaus Augenthaler beim Stand von 3:3 trat Norbert Ringels zum Elfmeter (6:6) an. Der Ball klatschte an den Innenpfosten und prallte zurück. Für Karl-Heinz Rummenigge, der zum 4:4 verwandelte, war es das letzte Spiel für die Bayern vor seinem Wechsel zu Inter Mailand. Sein Bruder Michael verwandelte zum entscheidenden 7:6 für den FCB.
Während der FCB weiter Titel holte, versank der VfL Borussia im Mittelmaß der Liga. Am 26. April 1986, am letzten Spieltag, unterlagen die Fohlen in München mit 6:0. Es war der höchste Heimsieg der Roten über die Gladbacher. Verräter Lothar Matthäus erzielte in der 1. Minute das 1:0. München fing Werder Bremen, die mit 1:2 beim VfB Stuttgart unterlagen, noch von der Tabellenspitze ab und wurde Meister. Nach 30 Jahren konnte Borussia Mönchengladbach am 14. Oktober 1995 seinen ersten Auswärtssieg in München feiern. Der amtierende Pokalsieger siegte durch einen Treffer von Stefan Effenberg und einem Eigentor von Andreas Herzog. Jean-Pierre Papin konnte zwei Minuten vor dem Abpfiff nur noch verkürzen. Nach 34 Jahren musste der Club vom Niederrhein 1999 den Weg in die 2. Fußball-Bundesliga antreten. Zur Saison 2001/02 gelang der Wiederaufstieg. Am 1. Spieltag traf man auf den FC Bayern und besiegte ihn mit 1:0 durch einen Treffer von Arie van Lent.
Am 30. Oktober 2004 trafen beide Mannschaften zum ersten Mal in der neuen Arena der Borussia, dem Borussia-Park, aufeinander. Die Partie endete mit einem 2:0-Heimsieg der von Horst Köppel übergangsweise trainierten Mannschaft. Beim Auftakt in die Saison 2005/06 empfingen die Bayern die Mönchengladbacher in der neuen Allianz Arena. Zur Pflichtspielpremiere gaben sich die Hausherren keine Blöße und gewannen glatt mit 3:0 durch Tore von Owen Hargreaves und zwei Mal Roy Makaay. Abermals trafen der FCB und die Borussia am ersten Spieltag (Saison 2011/12) zusammen. Es war auch die erste Partie für Bayerns neuen Torwart Manuel Neuer. Durch einen Patzer von ihm erzielte Igor de Camargo den entscheidenden Treffer zum 1:0-Auswärtssieg. Die Borussia belegte am Ende den 4. Platz und durfte in der Qualifikation zur UEFA Champions League 2012/13 teilnehmen. In der Vorsaison konnte man sich nur durch einen Sieg in der Relegation gegen den VfL Bochum vor dem Abstieg retten. Letzter Spieltag der Saison 2012/13 am 18. Mai 2013. In den ersten Minuten mussten die Bayern drei Gegentore hinnehmen. Das gab es zuvor in 48 Jahren Bundesliga nicht. Letztlich siegte der FCB noch mit 3:4 und holte später das Triple. Nach dem Spiel verabschiedete sich Jupp Heynckes unter Tränen als Münchener Trainer an alter Wirkungsstätte in den (vermeintlichen) Ruhestand. Heynckes ist mit 1038 Bundesliga-Spielen als Spieler und Trainer (davon 822 für Mönchengladbach und Bayern) der Mann mit der größten Bundesliga-Erfahrung in der Geschichte.
Am 26. Spieltag der Spielzeit 2014/15 war die Borussia beim Tabellenführer aus München, mit elf Punkten Vorsprung, zu Gast. Die letzte Heimniederlage des designierten Meisters lag rund ein Jahr zurück und von den letzten 12 Heimspielen gewann man 11 Partien. Durch zwei Treffer von Raffael feierten die Gäste einen 2:0-Sieg. Beim ersten Tor ließ Welttorhüter Neuer einen Flachschuss ins Tor klatschen. Im Dezember 2015 bezwang die Borussia den Tabellenersten mit Trainer Pep Guardiola. Trainer André Schubert stellte eine Dreierkette mit dem 19-jährigen Nico Elvedi in die Abwehr. In der ersten Hälfte konnte die Mannschaft ein Gegentor verhindern. Im zweiten Abschnitt erzielten Oscar Wendt, Lars Stindl und Fabian Johnson zwischen der 54. und 68. Minute die Treffer zur zwischenzeitlichen 3:0-Führung. Franck Ribéry konnte kurz vor Schluss nur noch das 3:1 erzielen. Es war die erste von nur zwei Saisonniederlagen der Bayern. Im Herbst 2018 steckte Bayern München unter Trainer Niko Kovač in einer Krise. Im Heimspiel unterlag man der Borussia mit 0:3. Nach 16 Minuten stand es 2:0 für die Gäste. Der FCB stürzte vom zweiten auf den sechsten Tabellenplatz. Beim Rückspiel am 24. Spieltag konnte der FC Bayern mit einem 5:1 Revanche nehmen. Am Ende der Saison 2018/19 feierten die Münchener den siebten Meistertitel in Folge.
Am 8. Januar 2021 trafen die beiden Mannschaften zum 15. Spieltag der Saison 2020/21 im Borussia-Park aufeinander. Nachdem der FC Bayern in den letzten acht Bundesligapartien jeweils mit 0:1 in Rückstand geraten war, ging man in der 26. Minute durch Treffer von Lewandowski und Goretzka mit 2:0 in Führung. Mit zwei Toren von Jonas Hofmann konnte die Borussia zur Halbzeit noch ausgleichen. Kurz nach der Pause erzielte Florian Neuhaus in der 49. Minute den 3:2-Endstand für die Hausherren. Zum zehnten Mal in Folge mussten die Bayern mindestens ein Gegentor hinnehmen. Dies gab es in der Zeit von Manuel Neuer im Bayern-Tor noch nicht. Nach dem 15. Spieltag standen schon 24 Gegentore auf dem Konto des FC Bayern. So viele Gegentreffer, zu diesem Zeitpunkt, gab es zuletzt vor fast 30 Jahren in der Saison 1981/82 mit 25 Gegentoren. Die letzte 2:0-Führung verspielten die Münchner am 5. Februar 2011 in Köln gegen den 1. FC mit 2:3. Am 8. Mai des Jahres trafen die beiden Clubs am 32. Spieltag in München zum Rückspiel aufeinander. Nachdem der RB Leipzig zuvor auswärts gegen Borussia Dortmund mit 2:3 verloren hatte, stand der FCB vor der Partie als Meister fest. München ging schon in der 2. Minute durch Lewandowski in Führung. Zur Halbzeit stand es 4:0. Die Bayern kamen am Ende zu einem nie gefährdeten 6:0-Sieg. Robert Lewandowski erzielte drei Treffer und stand mit 39 Saisontoren kurz vor dem Rekord von 40 Toren von Gerd Müller in der Saison 1971/72. In den letzten beiden Begegnungen hatte er die Chance, den Rekord einzustellen oder sogar zu überbieten.
In der 2. Hauptrunde des DFB-Pokals 2021/22 am 27. Oktober 2021 kam es zum Aufeinandertreffen der beiden Kontrahenten. Schon in der 2. Minute geriet der FCB durch Manu Koné mit 1:0 in Rückstand. Durch zwei weitere Tore von Ramy Bensebaini in der 15. und 21. Minute hieß es zur Halbzeitpause 3:0. Nach dem 4:0 und 5:0 durch Breel Embolo in der 51. bzw. 57. Minute stand nach einer desolaten Leistung am Ende die höchste Niederlage des FC Bayern in der Geschichte des DFB-Pokals fest. Den Mönchengladbachern gelang im Gegenzug nahezu alles. Die bisher höchste Niederlage stammte aus dem Viertelfinale des DFB-Pokals 1971/72 mit 5:1 gegen den 1. FC Köln. Nach dem letztjährigen Ausscheiden in der 2. Hauptrunde 2020/21 gegen Holstein Kiel verpassten die Bayern nach 1994 (gegen den TSV Vestenbergsgreuth) und 1995 (gegen Fortuna Düsseldorf) wieder zwei Mal hintereinander das Achtelfinale im Pokalwettbewerb.

## Bilanz
Gut die Hälfte aller Partien gewann der FC Bayern München.
| Stand: 10. Mai 2025 | FC Bayern München | und | Borussia Mönchengladbach |

| Wettbewerb         | Spiele | Siege | Remis | Siege | Tore    |
| ------------------ | ------ | ----- | ----- | ----- | ------- |
| Fußball-Bundesliga | 114    | 55    | 31    | 28    | 219:143 |
| DFB-Pokal          | 8      | 4     | 3     | 1     | 12:12   |
| Gesamt             | 122    | 59    | 34    | 29    | 231:155 |

## Liste der Spiele in der Fußball-Bundesliga
| Nr. | Anlass | Datum               | Heim | Gast | Ergebnis  | Austragungsort     | Zuschauer                           | Schiedsrichter        | Report |
| --- | --- | ------------------- | ---- | ---- | --------- | ------------------ | ----------------------------------- | --------------------- | ------ |
| 01  | Fußball-Bundesliga 1965/66 – 7. Spieltag | 2. Okt. 1965 16:00  | BMG  | FCB  | 1:2 (1:1) | Bökelbergstadion   | 30.000                              | Ewald Regely          | Report |
|     | Tore: 1:0 Günter Netzer (33. Min.), 1:1 Rainer Ohlhauser (43. Min.), 1:2 Gerd Müller (78. Min.) |                     |      |      |           |                    |                                     |                       |        |
| 02  | Fußball-Bundesliga 1965/66 – 24. Spieltag | 5. März 1966 16:00  | FCB  | BMG  | 5:2 (3:2) | Grünwalder Stadion | 15.000                              | Klaus Ohmsen          | Report |
|     | Tore: 1:0 Jakob Drescher (11. Min.), 1:1 Günter Netzer (12. Min.), 2:1 Hans Nowak (38. Min.), 3:1 Hans Nowak (43. Min.), 3:2 Egon Milder (44. Min. / Elfmeter), 4:2 Dieter Brenninger (48. Min.), 5:2 Dieter Koulmann (57. Min.)                                                      |                     |      |      |           |                    |                                     |                       |        |
| 03  | Fußball-Bundesliga 1966/67 – 5. Spieltag | 17. Sep. 1966 16:00 | FCB  | BMG  | 4:3 (2:2) | Grünwalder Stadion | 27.000                              | Max Spinnler          | Report |
|     | Tore: 1:0 Werner Olk (15. Min.), 1:1 Jupp Heynckes (31. Min.), 2:1 Dieter Brenninger (39. Min.), 2:2 Herbert Wimmer (41. Min.), 2:3 Herbert Laumen (47. Min.), 3:3 Gerd Müller (63. Min.), 4:3 Gerd Müller (68. Min.)                                                                 |                     |      |      |           |                    |                                     |                       |        |
| 04  | Fußball-Bundesliga 1966/67 – 22. Spieltag | 18. Feb. 1967 16:00 | BMG  | FCB  | 1:2 (0:1) | Bökelbergstadion   | 35.000                              | Alfred Ott            | Report |
|     | Tore: 0:1 Franz Roth (3. Min.), 0:2 Rainer Ohlhauser (70. Min.), 1:2 Georg Schwarzenbeck (74. Min. / Eigentor) |                     |      |      |           |                    |                                     |                       |        |
| 05  | Fußball-Bundesliga 1967/68 – 9. Spieltag | 14. Okt. 1967 16:00 | FCB  | BMG  | 3:1 (3:0) | Grünwalder Stadion | 34.000                              | Günter Linn           | Report |
|     | Tore: 1:0 Rainer Ohlhauser (14. Min.), 2:0 Gerd Müller (34. Min.), 3:0 Hans Nowak (40. Min.), 3:1 Günter Netzer (69. Min. / Elfmeter) |                     |      |      |           |                    |                                     |                       |        |
| 06  | Fußball-Bundesliga 1967/68 – 26. Spieltag | 16. März 1968 15:30 | BMG  | FCB  | 1:1 (1:1) | Bökelbergstadion   | 28.000                              | Horst Herden          | Report |
|     | Tore: 1:0 Gerd Müller (31. Min.), 1:1 Günter Netzer (39. Min. / Elfmeter) |                     |      |      |           |                    |                                     |                       |        |
| 07  | Fußball-Bundesliga 1968/69 – 16. Spieltag | 30. Nov. 1968 18:30 | FCB  | BMG  | 0:0       | Grünwalder Stadion | 35.000                              | Horst Herden          | Report |
|     | Tore: Keine |                     |      |      |           |                    |                                     |                       |        |
| 08  | Fußball-Bundesliga 1968/69 – 33. Spieltag | 31. Mai 1969 15:30  | BMG  | FCB  | 1:1 (1:1) | Rheinstadion       | 20.000                              | Klaus Ohmsen          | Report |
|     | Tore: 1:0 Herbert Laumen (10. Min.), 1:1 Dieter Brenninger (30. Min.) |                     |      |      |           |                    |                                     |                       |        |
| 09  | Fußball-Bundesliga 1969/70 – 2. Spieltag | 23. Aug. 1969 15:30 | BMG  | FCB  | 2:1 (0:1) | Bökelbergstadion   | 31.000                              | Gerhard Schulenburg   | Report |
|     | Tore: 0:1 August Starek (11. Min.), 1:1 Werner Kaiser (48. Min.), 2:1 Herbert Laumen (72. Min.) |                     |      |      |           |                    |                                     |                       |        |
| 010 | Fußball-Bundesliga 1969/70 – 19. Spieltag | 15. Apr. 1970 20:00 | FCB  | BMG  | 1:0 (1:0) | Grünwalder Stadion | 40.000                              | Horst Herden          | Report |
|     | Tore: 1:0 Franz Roth (28. Min.) |                     |      |      |           |                    |                                     |                       |        |
| 011 | Fußball-Bundesliga 1970/71 – 6. Spieltag | 19. Sep. 1970 15:30 | FCB  | BMG  | 2:2 (1:0) | Grünwalder Stadion | 44.000                              | Ferdinand Biwersi     | Report |
|     | Tore: 1:0 Georg Schwarzenbeck (14. Min.), 1:1 Klaus-Dieter Sieloff (64. Min. / Elfmeter), 2:1 Gerd Müller (74. Min.), 2:2 Jupp Heynckes (90. Min.) |                     |      |      |           |                    |                                     |                       |        |
| 012 | Fußball-Bundesliga 1970/71 – 23. Spieltag | 14. Apr. 1971 20:00 | BMG  | FCB  | 3:1 (1:0) | Bökelbergstadion   | 30.000                              | Horst Herden          | Report |
|     | Tore: 1:0 Günter Netzer (37. Min.), 2:0 Ulrik le Fevre (56. Min.), 2:1 Karl-Heinz Mrosko (66. Min.), 3:1 Herbert Laumen (83. Min.) |                     |      |      |           |                    |                                     |                       |        |
| 013 | Fußball-Bundesliga 1971/72 – 5. Spieltag | 4. Sep. 1971 15:30  | FCB  | BMG  | 2:0 (2:0) | Grünwalder Stadion | 40.000                              | Klaus Ohmsen          | Report |
|     | Tore: 1:0 Franz Roth (27. Min.), 2:0 Uli Hoeneß (31. Min.) |                     |      |      |           |                    |                                     |                       |        |
| 014 | Fußball-Bundesliga 1971/72 – 22. Spieltag | 26. Feb. 1972 15:30 | BMG  | FCB  | 2:2 (2:1) | Bökelbergstadion   | 30.000                              | Gerhard Schulenburg   | Report |
|     | Tore: 1:0 Jupp Heynckes (4. Min.), 2:0 Jupp Heynckes (20. Min.), 2:1 Edgar Schneider (23. Min.), 2:2 Franz Roth (47. Min.) |                     |      |      |           |                    |                                     |                       |        |
| 015 | Fußball-Bundesliga 1972/73 – 8. Spieltag | 21. Okt. 1972 15:30 | FCB  | BMG  | 3:0 (1:0) | Olympiastadion     | 75.000                              | Ferdinand Biwersi     | Report |
|     | Tore: 1:0 Gerd Müller (24. Min.), 2:0 Uli Hoeneß (48. Min.), 3:0 Gerd Müller (66. Min.), |                     |      |      |           |                    |                                     |                       |        |
| 016 | Fußball-Bundesliga 1972/73 – 25. Spieltag | 17. März 1973 15:30 | BMG  | FCB  | 0:3 (0:2) | Bökelbergstadion   | 34.500                              | Klaus Ohmsen          | Report |
|     | Tore: 0:1 Johnny Hansen (28. Min.), 0:2 Franz Krauthausen (37. Min.), 0:3 Rainer Zobel (63. Min.) |                     |      |      |           |                    |                                     |                       |        |
| 017 | Fußball-Bundesliga 1973/74 – 17. Spieltag | 8. Dez. 1973 15:30  | FCB  | BMG  | 4:3 (3:2) | Olympiastadion     | 70.000                              | Walter Engel          | Report |
|     | Tore: 1:0 Franz Roth (4. Min.), 1:1 Herbert Wimmer (6. Min.), 1:2 Henning Jensen (18. Min.), 2:2 Gerd Müller (20. Min.), 3:2 Rainer Zobel (23. Min.), 4:2 Uli Hoeneß (64. Min.), 4:3 Rainer Bonhof (88. Min.)                                                                         |                     |      |      |           |                    |                                     |                       |        |
| 018 | Fußball-Bundesliga 1973/74 – 34. Spieltag | 18. Mai 1974 15:30  | BMG  | FCB  | 5:0 (4:0) | Bökelbergstadion   | 34.500                              | Ferdinand Biwersi     | Report |
|     | Tore: 1:0 Jupp Heynckes (30. Min.), 2:0 Allan Simonsen (34. Min.), 3:0 Rainer Bonhof (41. Min.), 4:0 Jupp Heynckes (45. Min.), 5:0 Lorenz-Günther Köstner (71. Min.) |                     |      |      |           |                    |                                     |                       |        |
| 019 | Fußball-Bundesliga 1974/75 – 9. Spieltag | 12. Okt. 1974 15:30 | BMG  | FCB  | 1:2 (1:0) | Bökelbergstadion   | 34.500                              | Walter Engel          | Report |
|     | Tore: 1:0 Hans-Jürgen Wittkamp (36. Min.), 1:1 Klaus Wunder (71. Min.), 1:2 Conny Torstensson (73. Min.) |                     |      |      |           |                    |                                     |                       |        |
| 020 | Fußball-Bundesliga 1974/75 – 26. Spieltag | 13. Apr. 1975 15:30 | FCB  | BMG  | 1:1 (0:0) | Olympiastadion     | 72.000                              | Volker Roth           | Report |
|     | Tore: 0:1 Christian Kulik (80. Min.), 1:1 Gerd Müller (90. Min. / Elfmeter) |                     |      |      |           |                    |                                     |                       |        |
| 021 | Fußball-Bundesliga 1975/76 – 8. Spieltag | 20. Sep. 1975 15:30 | BMG  | FCB  | 4:1 (1:0) | Bökelbergstadion   | 34.500                              | Ferdinand Biwersi     | Report |
|     | Tore: 1:0 Uli Stielike (15. Min.), 2:0 Allan Simonsen (56. Min.), 3:0 Dietmar Danner (64. Min.), 3:1 Jürgen Marek (75. Min.), 4:1 Henning Jensen (81. Min.) |                     |      |      |           |                    |                                     |                       |        |
| 022 | Fußball-Bundesliga 1975/76 – 25. Spieltag | 20. März 1976 15:30 | FCB  | BMG  | 4:0 (2:0) | Olympiastadion     | 75.000                              | Walter Horstmann      | Report |
|     | Tore: 1:0 Georg Schwarzenbeck (7. Min.), 2:0 Uli Hoeneß (10. Min.), 3:0 Uli Hoeneß (59. Min.), 4:0 Gerd Müller (64. Min. / Elfmeter) |                     |      |      |           |                    |                                     |                       |        |
| 023 | Fußball-Bundesliga 1976/77 – 17. Spieltag | 11. Dez. 1976 15:30 | BMG  | FCB  | 1:0 (0:0) | Bökelbergstadion   | 34.500                              | Volker Roth           | Report |
|     | Tore: 1:0 Allan Simonsen (52. Min.) |                     |      |      |           |                    |                                     |                       |        |
| 024 | Fußball-Bundesliga 1976/77 – 34. Spieltag | 21. Mai 1977 15:30  | FCB  | BMG  | 2:2 (1:2) | Olympiastadion     | 77.500                              | Ferdinand Biwersi     | Report |
|     | Tore: 0:1 Jupp Heynckes (20. Min.), 0:2 Uli Stielike (22. Min.), 1:2 Gerd Müller (36. Min.), 2:2 Hans-Jürgen Wittkamp (90. Min. / Eigentor) |                     |      |      |           |                    |                                     |                       |        |
| 025 | Fußball-Bundesliga 1977/78 – 12. Spieltag | 22. Okt. 1977 15:30 | BMG  | FCB  | 2:0 (1:0) | Bökelbergstadion   | 35.200                              | Jan Redelfs           | Report |
|     | Tore: 1:0 Jupp Heynckes (9. Min.), 2:0 Jupp Heynckes (48. Min.) |                     |      |      |           |                    |                                     |                       |        |
| 026 | Fußball-Bundesliga 1977/78 – 29. Spieltag | 11. März 1978 15:30 | FCB  | BMG  | 1:1 (1:0) | Olympiastadion     | 48.000                              | Jan Redelfs           | Report |
|     | Tore: 1:0 Gerd Müller (36. Min.), 1:1 Karl Del’Haye (87. Min.) |                     |      |      |           |                    |                                     |                       |        |
| 027 | Fußball-Bundesliga 1978/79 – 7. Spieltag | 30. Sep. 1978 15:30 | FCB  | BMG  | 3:1 (1:1) | Olympiastadion     | 76.000                              | Gert Meuser           | Report |
|     | Tore: 1:0 Gerd Müller (9. Min.), 1:1 Allan Simonsen (41. Min.), 2:1 Bernd Dürnberger (65. Min.), 3:1 Paul Breitner (90. Min.) |                     |      |      |           |                    |                                     |                       |        |
| 028 | Fußball-Bundesliga 1978/79 – 24. Spieltag | 24. März 1979 15:30 | BMG  | FCB  | 1:7 (1:5) | Bökelbergstadion   | 29.000                              | Jan Redelfs           | Report |
|     | Tore: 0:1 Georg Schwarzenbeck (9. Min.), 1:1 Klaus Amrath (14. Min.), 1:2 Karl-Heinz Rummenigge (17. Min.), 1:3 Kurt Niedermayer (26. Min.), 1:4 Karl-Heinz Rummenigge (37. Min.), 1:5 Norbert Janzon (45. Min.), 1:6 Karl-Heinz Rummenigge (75. Min.), 1:7 Norbert Janzon (84. Min.) |                     |      |      |           |                    |                                     |                       |        |
| 029 | Fußball-Bundesliga 1979/80 – 4. Spieltag | 5. Sep. 1979 20:00  | BMG  | FCB  | 2:1 (2:0) | Bökelbergstadion   | 32.000                              | Jan Redelfs           | Report |
|     | Tore: 1:0 Rudi Gores (22. Min.), 2:0 Harald Nickel (42. Min.), 2:1 Bernd Dürnberger (58. Min.) |                     |      |      |           |                    |                                     |                       |        |
| 030 | Fußball-Bundesliga 1979/80 – 21. Spieltag | 9. Feb. 1980 15:30  | FCB  | BMG  | 3:1 (2:1) | Olympiastadion     | 28.000                              | Franz-Josef Hontheim  | Report |
|     | Tore: 1:0 Dieter Hoeneß (17. Min.), 2:0 Hans Weiner (19. Min.), 2:1 Winfried Schäfer (35. Min.), 3:1 Karl-Heinz Rummenigge (64. Min.) |                     |      |      |           |                    |                                     |                       |        |
| 031 | Fußball-Bundesliga 1980/81 – 16. Spieltag | 6. Dez. 1980 15:30  | FCB  | BMG  | 4:0 (0:0) | Olympiastadion     | 14.000                              | Volker Roth           | Report |
|     | Tore: 1:0 Dieter Hoeneß (55. Min.), 2:0 Klaus Augenthaler (59. Min.), 3:0 Klaus Augenthaler (66. Min.), 4:0 Dieter Hoeneß (70. Min.) |                     |      |      |           |                    |                                     |                       |        |
| 032 | Fußball-Bundesliga 1980/81 – 33. Spieltag | 6. Juni 1981 15:30  | BMG  | FCB  | 1:4 (0:1) | Bökelbergstadion   | 34.800                              | Werner Föckler        | Report |
|     | Tore: 0:1 Karl-Heinz Rummenigge (20. Min.), 0:2 Karl-Heinz Rummenigge (56. Min.), 0:3 Kurt Niedermayer (63. Min.), 1:3 Carsten Nielsen (76. Min.), 1:4 Karl-Heinz Rummenigge (89. Min.)                                                                                               |                     |      |      |           |                    |                                     |                       |        |
| 033 | Fußball-Bundesliga 1981/82 – 15. Spieltag | 28. Nov. 1981 15:30 | FCB  | BMG  | 1:1 (1:0) | Olympiastadion     | 53.000                              | Volker Roth           | Report |
|     | Tore: 1:0 Karl-Heinz Rummenigge (6. Min.), 1:1 Lothar Matthäus (56. Min.) |                     |      |      |           |                    |                                     |                       |        |
| 034 | Fußball-Bundesliga 1981/82 – 32. Spieltag | 15. Mai 1982 15:30  | BMG  | FCB  | 3:0 (1:0) | Bökelbergstadion   | 34.884                              | Wilfried Heitmann     | Report |
|     | Tore: 1:0 Wilfried Hannes (39. Min. / Elfmeter), 2:0 Markus Mohren (76. Min.), 3:0 Wolfram Wuttke (80. Min.) |                     |      |      |           |                    |                                     |                       |        |
| 035 | Fußball-Bundesliga 1982/83 – 10. Spieltag | 23. Okt. 1982 15:30 | BMG  | FCB  | 0:0       | Bökelbergstadion   | 34.600                              | Wilfried Heitmann     | Report |
|     | Tore: Keine |                     |      |      |           |                    |                                     |                       |        |
| 036 | Fußball-Bundesliga 1982/83 – 27. Spieltag | 9. Apr. 1983 15:30  | FCB  | BMG  | 3:1 (1:0) | Olympiastadion     | 25.000                              | Georges Konrath       | Report |
|     | Tore: 1:0 Karl Del’Haye (32. Min.), 2:0 Karl-Heinz Rummenigge (53. Min.), 3:0 Wolfgang Kraus (89. Min.), 3:1 Hans-Günter Bruns (90. Min.) |                     |      |      |           |                    |                                     |                       |        |
| 037 | Fußball-Bundesliga 1983/84 – 9. Spieltag | 1. Okt. 1983 15:30  | FCB  | BMG  | 4:0 (2:0) | Olympiastadion     | 70.000                              | Manfred Neuner        | Report |
|     | Tore: 1:0 Søren Lerby (34. Min.), 2:0 Karl-Heinz Rummenigge (40. Min.), 3:0 Wolfgang Kraus (73. Min.), 4:0 Karl-Heinz Rummenigge (83. Min. / Elfmeter) |                     |      |      |           |                    |                                     |                       |        |
| 038 | Fußball-Bundesliga 1983/84 – 26. Spieltag | 24. März 1984 15:30 | BMG  | FCB  | 3:0 (0:0) | Bökelbergstadion   | 34.500                              | Werner Föckler        | Report |
|     | Tore: 1:0 Frank Mill (79. Min.), 2:0 Hans-Jörg Criens (83. Min.), 3:0 Frank Mill (88. Min.) |                     |      |      |           |                    |                                     |                       |        |
| 039 | Fußball-Bundesliga 1984/85 – 12. Spieltag | 11. Dez. 1984 20:00 | BMG  | FCB  | 3:2 (3:1) | Bökelbergstadion   | 33.000                              | Dieter Niebergall     | Report |
|     | Tore: 1:0 Frank Mill (21. Min.), 1:1 Reinhold Mathy (24. Min.), 2:1 Uli Borowka (27. Min.), 3:1 Michael Frontzeck (33. Min.), 3:2 Dieter Hoeneß (87. Min.) |                     |      |      |           |                    |                                     |                       |        |
| 040 | Fußball-Bundesliga 1984/85 – 29. Spieltag | 4. Mai 1985 15:30   | FCB  | BMG  | 4:0 (1:0) | Olympiastadion     | 75.000                              | Volker Roth           | Report |
|     | Tore: 1:0 Dieter Hoeneß (34. Min.), 2:0 Lothar Matthäus (48. Min.), 3:0 Roland Wohlfarth (64. Min.), 4:0 Reinhold Mathy (78. Min.) |                     |      |      |           |                    |                                     |                       |        |
| 041 | Fußball-Bundesliga 1985/86 – 17. Spieltag | 30. Nov. 1985 15:30 | BMG  | FCB  | 4:2 (2:0) | Bökelbergstadion   | 35.000                              | Wolf-Günter Wiesel    | Report |
|     | Tore: 1:0 Hans-Jörg Criens (8. Min.), 2:0 Hans-Jörg Criens (25. Min.), 3:0 Uwe Rahn (58. Min.), 3:1 Michael Rummenigge (71. Mn. / Elfmeter), 3:2 Norbert Nachtweih (76. Min.), 4:2 Hans-Georg Dreßen (78. Min.)                                                                       |                     |      |      |           |                    |                                     |                       |        |
| 042 | Fußball-Bundesliga 1985/86 – 34. Spieltag | 26. Apr. 1986 15:30 | FCB  | BMG  | 6:0 (2:0) | Olympiastadion     | 70.000                              | Wolf-Günter Wiesel    | Report |
|     | Tore: 1:0 Lothar Matthäus (1. Min.), 2:0 Dieter Hoeneß (25. Min.), 3:0 Roland Wohlfarth (48. Min.), 4:0 Dieter Hoeneß (58. Min.), 5:0 Reinhold Mathy (64. Min.), 6:0 Roland Wohlfarth (80. Min.)                                                                                      |                     |      |      |           |                    |                                     |                       |        |
| 043 | Fußball-Bundesliga 1986/87 – 7. Spieltag | 20. Sep. 1986 15:30 | FCB  | BMG  | 3:1 (1:0) | Olympiastadion     | 64.000                              | Hans-Joachim Osmers   | Report |
|     | Tore: 1:0 Hans Pflügler (45. Min.), 2:0 Lothar Matthäus (55. Min.), 3:0 Roland Wohlfarth (58. Min.), 3:1 Uwe Rahn (68. Min.) |                     |      |      |           |                    |                                     |                       |        |
| 044 | Fußball-Bundesliga 1986/87 – 24. Spieltag | 11. Apr. 1987 15:30 | BMG  | FCB  | 0:1 (0:1) | Bökelbergstadion   | 33.000                              | Gerd Zimmermann       | Report |
|     | Tore: 0:1 Dieter Hoeneß (35. Min.) |                     |      |      |           |                    |                                     |                       |        |
| 045 | Fußball-Bundesliga 1987/88 – 6. Spieltag | 3. Sep. 1987 20:00  | BMG  | FCB  | 2:0 (2:0) | Bökelbergstadion   | 34.000                              | Hans-Peter Dellwing   | Report |
|     | Tore: 1:0 Uwe Rahn (37. Min.), 2:0 Uwe Rahn (45. Min. / Elfmeter) |                     |      |      |           |                    |                                     |                       |        |
| 046 | Fußball-Bundesliga 1987/88 – 23. Spieltag | 12. März 1988 15:30 | FCB  | BMG  | 1:0 (0:0) | Olympiastadion     | 18.000                              | Manfred Neuner        | Report |
|     | Tore: 1:0 Lothar Matthäus (79. Min.) |                     |      |      |           |                    |                                     |                       |        |
| 047 | Fußball-Bundesliga 1988/89 – 7. Spieltag | 10. Sep. 1988 15:30 | FCB  | BMG  | 3:0 (2:0) | Olympiastadion     | 31.000                              | Anton Matheis         | Report |
|     | Tore: 1:0 Jürgen Wegmann (16. Min.), 2:0 Klaus Augenthaler (19. Min.), 3:0 Jürgen Wegmann (74. Min.) |                     |      |      |           |                    |                                     |                       |        |
| 048 | Fußball-Bundesliga 1988/89 – 24. Spieltag | 1. Apr. 1989 15:30  | BMG  | FCB  | 2:1 (1:1) | Bökelbergstadion   | 34.500                              | Wolf-Günter Wiesel    | Report |
|     | Tore: 0:1 Johnny Ekström (25. Min.), 1:1 Jörg Neun (42. Min.), 2:1 Christian Hochstätter (69. Min.) |                     |      |      |           |                    |                                     |                       |        |
| 049 | Fußball-Bundesliga 1989/90 – 2. Spieltag | 5. Aug. 1989 15:30  | BMG  | FCB  | 0:0       | Bökelbergstadion   | 34.000                              | Hans-Joachim Osmers   | Report |
|     | Tore: Keine |                     |      |      |           |                    |                                     |                       |        |
| 050 | Fußball-Bundesliga 1989/90 – 19. Spieltag | 2. Dez. 1989 15:30  | FCB  | BMG  | 2:0 (1:0) | Olympiastadion     | 20.000                              | Manfred Harder        | Report |
|     | Tore: 1:0 Roland Wohlfarth (5. Min.), 2:0 Alan McInally (76. Min.) |                     |      |      |           |                    |                                     |                       |        |
| 051 | Fußball-Bundesliga 1990/91 – 9. Spieltag | 6. Okt. 1990 15:30  | FCB  | BMG  | 4:1 (0:0) | Olympiastadion     | 51.000                              | Werner Föckler        | Report |
|     | Tore: 1:0 Thomas Strunz (52. Min. / Elfmeter), 2:0 Roland Wohlfarth (58. Min.), 3:0 Roland Wohlfarth (60. Min.), 3:1 Thomas Kastenmaier (77. Min.), 4:1 Jürgen Kohler (89. Min.) |                     |      |      |           |                    |                                     |                       |        |
| 052 | Fußball-Bundesliga 1990/91 – 26. Spieltag | 16. Apr. 1991 20:00 | BMG  | FCB  | 1:1 (0:0) | Bökelbergstadion   | 34.500                              | Markus Merk           | Report |
|     | Tore: 1:0 Hans-Jörg Criens (77. Min.), 1:1 Klaus Augenthaler (89. Min.) |                     |      |      |           |                    |                                     |                       |        |
| 053 | Fußball-Bundesliga 1991/92 – 15. Spieltag | 26. Okt. 1991 15:30 | FCB  | BMG  | 3:0 (1:0) | Olympiastadion     | 36.000                              | Markus Merk           | Report |
|     | Tore: 1:0 Mazinho (34. Min.), 2:0 Stefan Effenberg (56. Min.), 3:0 Mazinho (80. Min.) |                     |      |      |           |                    |                                     |                       |        |
| 054 | Fußball-Bundesliga 1991/92 – 34. Spieltag | 25. Apr. 1992 15:30 | BMG  | FCB  | 1:1 (0:0) | Bökelbergstadion   | 34.000                              | Wolfgang Mierswa      | Report |
|     | Tore: 0:1 Brian Laudrup (56. Min.), 1:1 Hans-Jörg Criens (60. Min. / Elfmeter) |                     |      |      |           |                    |                                     |                       |        |
| 055 | Fußball-Bundesliga 1992/93 – 9. Spieltag | 3. Okt. 1992 15:30  | FCB  | BMG  | 2:2 (0:1) | Olympiastadion     | 64.000                              | Karl-Heinz Gläser     | Report |
|     | Tore: 0:1 Hans-Jörg Criens (26. Min.), 1:1 Olaf Thon (52. Min. / Elfmeter), 2:1 Thomas Helmer (88. Min.), 2:2 Martin Max (90. Min.) |                     |      |      |           |                    |                                     |                       |        |
| 056 | Fußball-Bundesliga 1992/93 – 26. Spieltag | 17. Apr. 1993 15:30 | BMG  | FCB  | 2:2 (0:2) | Bökelbergstadion   | 34.500                              | Hartmut Strampe       | Report |
|     | Tore: 0:1 Christian Ziege (12. Min.), 0:2 Mehmet Scholl (25. Min.), 1:2 Martin Dahlin (46. Min.), 2:2 Martin Dahlin (71. Min.) |                     |      |      |           |                    |                                     |                       |        |
| 057 | Fußball-Bundesliga 1993/94 – 12. Spieltag | 16. Okt. 1993 15:30 | FCB  | BMG  | 3:1 (3:0) | Olympiastadion     | 55.000                              | Karl-Heinz Gläser     | Report |
|     | Tore: 1:0 Lothar Matthäus (3. Min. / Elfmeter), 2:0 Martin Schneider (40. Min. / Eigentor), 3:0 Christian Nerlinger (45. Min.), 3:1 Karlheinz Pflipsen (51. Min.) |                     |      |      |           |                    |                                     |                       |        |
| 058 | Fußball-Bundesliga 1993/94 – 29. Spieltag | 5. Apr. 1994 20:00  | BMG  | FCB  | 2:0 (0:0) | Bökelbergstadion   | 34.000                              | Bernd Heynemann       | Report |
|     | Tore: 1:0 Heiko Herrlich (88. Min.), 2:0 Heiko Herrlich (90. Min.) |                     |      |      |           |                    |                                     |                       |        |
| 059 | Fußball-Bundesliga 1994/95 – 3. Spieltag | 27. Aug. 1994 15:30 | FCB  | BMG  | 3:0 (2:0) | Olympiastadion     | 57.000                              | Hartmut Strampe       | Report |
|     | Tore: 1:0 Oliver Kreuzer (22. Min.), 2:0 Christian Nerlinger (33. Min.), 3:0 Lothar Matthäus (83. Min.) |                     |      |      |           |                    |                                     |                       |        |
| 060 | Fußball-Bundesliga 1994/95 – 20. Spieltag | 4. März 1995 15:30  | BMG  | FCB  | 2:2 (1:1) | Bökelbergstadion   | 34.500                              | Lutz Michael Fröhlich | Report |
|     | Tore: 1:0 Martin Dahlin (40. Min.), 1:1 Emil Kostadinow (42. Min.), 2:1 Heiko Herrlich (70. Min.), 2:2 Christian Ziege (80. Min.) |                     |      |      |           |                    |                                     |                       |        |
| 061 | Fußball-Bundesliga 1995/96 – 9. Spieltag | 14. Okt. 1995 15:30 | FCB  | BMG  | 1:2 (0:1) | Olympiastadion     | 63.000                              | Bernd Heynemann       | Report |
|     | Tore: 0:1 Stefan Effenberg (20. Min.), 0:2 Andreas Herzog (82. Min. / Eigentor), 1:2 Jean-Pierre Papin (88. Min.) |                     |      |      |           |                    |                                     |                       |        |
| 062 | Fußball-Bundesliga 1995/96 – 26. Spieltag | 7. Apr. 1996 20:00  | BMG  | FCB  | 3:1 (2:1) | Bökelbergstadion   | 34.500                              | Bernd Heynemann       | Report |
|     | Tore: 1:0 Jörgen Pettersson (21. Min.), 1:1 Jürgen Klinsmann (34. Min.), 2:1 Jörgen Pettersson (43. Min.), 3:1 Peter Wynhoff (88. Min.) |                     |      |      |           |                    |                                     |                       |        |
| 063 | Fußball-Bundesliga 1996/97 – 17. Spieltag | 7. Dez. 1996 14:30  | FCB  | BMG  | 1:0 (0:0) | Olympiastadion     | 63.000                              | Jürgen Aust           | Report |
|     | Tore: 1:0 Jürgen Klinsmann (51. Min.) |                     |      |      |           |                    |                                     |                       |        |
| 064 | Fußball-Bundesliga 1996/97 – 34. Spieltag | 31. Mai 1997 15:30  | BMG  | FCB  | 2:2 (1:1) | Bökelbergstadion   | 34.500                              | Alfons Berg           | Report |
|     | Tore: 0:1 Jürgen Klinsmann (42. Min.), 1:1 Stephan Paßlack (45. Min.), 2:1 Karlheinz Pflipsen (47. Min.), 2:2 Christian Nerlinger (87. Min.) |                     |      |      |           |                    |                                     |                       |        |
| 065 | Fußball-Bundesliga 1997/98 – 2. Spieltag | 6. Aug. 1997 20:00  | BMG  | FCB  | 1:1 (1:0) | Bökelbergstadion   | 34.500                              | Hartmut Strampe       | Report |
|     | Tore: 1:0 Jörgen Pettersson (17. Min.), 1:1 Thomas Strunz (55. Min.) |                     |      |      |           |                    |                                     |                       |        |
| 066 | Fußball-Bundesliga 1997/98 – 19. Spieltag | 13. Dez. 1997 15:30 | FCB  | BMG  | 3:2 (1:0) | Olympiastadion     | 46.000                              | Herbert Fandel        | Report |
|     | Tore: 1:0 Carsten Jancker (20. Min.), 2:0 Carsten Jancker (50. Min.), 3:0 Christian Nerlinger (52. Min.), 3:1 Stefan Effenberg (63. Min.), 3:2 Jörgen Pettersson (87. Min.) |                     |      |      |           |                    |                                     |                       |        |
| 067 | Fußball-Bundesliga 1998/99 – 12. Spieltag | 16. Dez. 1998 20:00 | BMG  | FCB  | 0:2 (0:2) | Bökelbergstadion   | 34.500                              | Hellmut Krug          | Report |
|     | Tore: 0:1 Stefan Effenberg (8. Min.), 0:2 Stefan Effenberg (27. Min. / Elfmeter) |                     |      |      |           |                    |                                     |                       |        |
| 068 | Fußball-Bundesliga 1998/99 – 29. Spieltag | 1. Mai 1999 15:30   | FCB  | BMG  | 4:2 (1:1) | Olympiastadion     | 63.000                              | Lutz Wagner           | Report |
|     | Tore: 0:1 Toni Polster (25. Min. / Elfmeter), 1:1 Mario Basler (32. Min.), 1:2 Jörgen Pettersson (54. Min.), 2:2 Alexander Zickler (68. Min.), 3:2 Alexander Zickler (69. Min.), 4:2 Mehmet Scholl (84. Min.)                                                                         |                     |      |      |           |                    |                                     |                       |        |
| 069 | Fußball-Bundesliga 2001/02 – 1. Spieltag | 28. Juli 2001 15:30 | BMG  | FCB  | 1:0 (1:0) | Bökelbergstadion   | 34.500                              | Edgar Steinborn       | Report |
|     | Tore: 1:0 Arie van Lent (23. Min.) |                     |      |      |           |                    |                                     |                       |        |
| 070 | Fußball-Bundesliga 2001/02 – 18. Spieltag | 18. Dez. 2001 20:00 | FCB  | BMG  | 0:0       | Olympiastadion     | 41.000                              | Knut Kircher          | Report |
|     | Tore: Keine |                     |      |      |           |                    |                                     |                       |        |
| 071 | Fußball-Bundesliga 2002/03 – 1. Spieltag | 10. Aug. 2002 15:30 | BMG  | FCB  | 0:0       | Bökelbergstadion   | 34.500                              | Hellmut Krug          | Report |
|     | Tore: Keine |                     |      |      |           |                    |                                     |                       |        |
| 072 | Fußball-Bundesliga 2002/03 – 18. Spieltag | 26. Jan. 2003 20:00 | FCB  | BMG  | 3:0 (1:0) | Olympiastadion     | 40.000                              | Knut Kircher          | Report |
|     | Tore: 1:0 Owen Hargreaves (25. Min.), 2:0 Alexander Zickler (85. Min.), 3:0 Giovane Élber (89. Min.) |                     |      |      |           |                    |                                     |                       |        |
| 073 | Fußball-Bundesliga 2003/04 – 9. Spieltag | 18. Okt. 2003 15:30 | BMG  | FCB  | 0:0       | Bökelbergstadion   | 34.500                              | Knut Kircher          | Report |
|     | Tore: Keine |                     |      |      |           |                    |                                     |                       |        |
| 074 | Fußball-Bundesliga 2003/04 – 26. Spieltag | 27. März 2004 15:30 | FCB  | BMG  | 5:2 (2:0) | Olympiastadion     | 56.000                              | Michael Weiner        | Report |
|     | Tore: 1:0 Samuel Kuffour (21. Min.), 2:0 Roque Santa Cruz (39. Min.), 3:0 Roy Makaay (48. Min. / Elfmeter), 3:1 Václav Svěrkoš (54. Min.), 3:2 Václav Svěrkoš (65. Min. / Elfmeter), 4:2 Owen Hargreaves (88. Min.), 5:2 Michael Ballack (90. Min.)                                   |                     |      |      |           |                    |                                     |                       |        |
| 075 | Fußball-Bundesliga 2004/05 – 11. Spieltag | 30. Okt. 2004 15:30 | BMG  | FCB  | 2:0 (0:0) | Borussia-Park      | 53.466                              | Knut Kircher          | Report |
|     | Tore: 1:0 Marcelo Pletsch (49. Min.), 2:0 Joris Van Hout (83. Min.) |                     |      |      |           |                    |                                     |                       |        |
| 076 | Fußball-Bundesliga 2004/05 – 28. Spieltag | 9. Apr. 2005 15:30  | FCB  | BMG  | 2:1 (0:0) | Olympiastadion     | 63.000                              | Manuel Gräfe          | Report |
|     | Tore: 0:1 Ivo Ulich (65. Min.), 1:1 Mehmet Scholl (66. Min.), 2:1 Michael Ballack (84. Min.) |                     |      |      |           |                    |                                     |                       |        |
| 077 | Fußball-Bundesliga 2005/06 – 1. Spieltag | 5. Aug. 2005 20:30  | FCB  | BMG  | 3:0 (1:0) | Allianz Arena      | 66.000                              | Manuel Gräfe          | Report |
|     | Tore: 1:0 Owen Hargreaves (28. Min.), 2:0 Roy Makaay (86. Min.), 3:0 Roy Makaay (89. Min.) |                     |      |      |           |                    |                                     |                       |        |
| 078 | Fußball-Bundesliga 2005/06 – 18. Spieltag | 27. Jan. 2006 20:30 | BMG  | FCB  | 1:3 (0:1) | Borussia-Park      | 54.019                              | Markus Merk           | Report |
|     | Tore: 0:1 Roy Makaay (13. Min.), 0:2 Michael Ballack (55. Min.), 1:2 Wesley Sonck (56. Min.), 1:3 Roy Makaay (69. Min.) |                     |      |      |           |                    |                                     |                       |        |
| 079 | Fußball-Bundesliga 2006/07 – 15. Spieltag | 2. Dez. 2006 15:30  | FCB  | BMG  | 1:1 (1:1) | Allianz Arena      | 69.000                              | Markus Merk           | Report |
|     | Tore: 1:0 Martín Demichelis (23. Min.), 1:1 Michael Delura (33. Min.) |                     |      |      |           |                    |                                     |                       |        |
| 080 | Fußball-Bundesliga 2006/07 – 32. Spieltag | 5. Mai 2007 15:30   | BMG  | FCB  | 1:1 (0:1) | Borussia-Park      | 54.019                              | Michael Weiner        | Report |
|     | Tore: 1:0 Roy Makaay (12. Min.), 1:1 Peer Kluge (52. Min.) |                     |      |      |           |                    |                                     |                       |        |
| 081 | Fußball-Bundesliga 2008/09 – 13. Spieltag | 15. Nov. 2008       | BMG  | FCB  | 2:2 (0:1) | Borussia-Park      | 54.067                              | Michael Weiner        | Report |
|     | Tore: 0:1 Luca Toni (21. Min.), 0:2 Franck Ribéry (65. Min. / Elfmeter), 1:2 Rob Friend (78. Min.), 2:2 Michael Bradley (81. Min.) |                     |      |      |           |                    |                                     |                       |        |
| 082 | Fußball-Bundesliga 2008/09 – 30. Spieltag | 2. Mai 2009 15:30   | FCB  | BMG  | 2:1 (2:1) | Allianz Arena      | 69.000                              | Babak Rafati          | Report |
|     | Tore: 1:0 Bastian Schweinsteiger (33. Min.), 1:1 Filip Daems (38. Min. / Elfmeter), 2:1 Hamit Altıntop (42. Min.) |                     |      |      |           |                    |                                     |                       |        |
| 083 | Fußball-Bundesliga 2009/10 – 15. Spieltag | 4. Dez. 2009 20:30  | FCB  | BMG  | 2:1 (1:1) | Allianz Arena      | 69.000                              | Michael Weiner        | Report |
|     | Tore: 1:0 Mario Gómez (19. Min.), 1:1 Roel Brouwers (28. Min.), 2:1 Holger Badstuber (75. Min.) |                     |      |      |           |                    |                                     |                       |        |
| 084 | Fußball-Bundesliga 2009/10 – 32. Spieltag | 24. Apr. 2010 15:30 | BMG  | FCB  | 1:1 (0:0) | Borussia-Park      | 54.057                              | Michael Weiner        | Report |
|     | Tore: 1:0 Marco Reus (60. Min.), 1:1 Miroslav Klose (73. Min.) |                     |      |      |           |                    |                                     |                       |        |
| 085 | Fußball-Bundesliga 2010/11 – 11. Spieltag | 6. Nov. 2010 15:30  | BMG  | FCB  | 3:3 (1:2) | Borussia-Park      | 54.057                              | Knut Kircher          | Report |
|     | Tore: 1:0 Patrick Herrmann (5. Min.), 1:1 Mario Gómez (11. Min.), 1:2 Bastian Schweinsteiger (40. Min.), 2:2 Marco Reus (56. Min.), 3:2 Igor de Camargo (61. Min.), 3:3 Philipp Lahm (84. Min.)                                                                                       |                     |      |      |           |                    |                                     |                       |        |
| 086 | Fußball-Bundesliga 2010/11 – 28. Spieltag | 2. Apr. 2011 15:30  | FCB  | BMG  | 1:0 (0:0) | Allianz Arena      | 69.000                              | Christian Dingert     | Report |
|     | Tore: 1:0 Arjen Robben (77. Min.) |                     |      |      |           |                    |                                     |                       |        |
| 087 | Fußball-Bundesliga 2011/12 – 1. Spieltag | 7. Aug. 2011 17:30  | FCB  | BMG  | 0:1 (0:0) | Allianz Arena      | 69.000                              | Babak Rafati          | Report |
|     | Tore: 0:1 Igor de Camargo (62. Min.) |                     |      |      |           |                    |                                     |                       |        |
| 088 | Fußball-Bundesliga 2011/12 – 18. Spieltag | 20. Jan. 2012 20:30 | BMG  | FCB  | 3:1 (2:0) | Borussia-Park      | 54.047                              | Thorsten Kinhöfer     | Report |
|     | Tore: 1:0 Marco Reus (11. Min.), 2:0 Patrick Herrmann (41. Min.), 3:0 Patrick Herrmann (71. Min.), 3:1 Bastian Schweinsteiger (76. Min.) |                     |      |      |           |                    |                                     |                       |        |
| 089 | Fußball-Bundesliga 2012/13 – 17. Spieltag | 14. Dez. 2012 20:30 | FCB  | BMG  | 1:1 (0:1) | Allianz Arena      | 71.000                              | Tobias Welz           | Report |
|     | Tore: 0:1 Thorben Marx (21. Min. / Elfmeter), 1:1 Xherdan Shaqiri (59. Min.) |                     |      |      |           |                    |                                     |                       |        |
| 090 | Fußball-Bundesliga 2012/13 – 34. Spieltag | 18. Mai 2013 15:30  | BMG  | FCB  | 3:4 (3:2) | Borussia-Park      | 54.010                              | Thorsten Kinhöfer     | Report |
|     | Tore: 1:0 Martin Stranzl (4. Min.), 2:0 Mike Hanke (5. Min.), 2:1 Javi Martínez (7. Min.), 3:1 Håvard Nordtveit (10. Min.), 3:2 Franck Ribéry (18. Min.), 3:3 Franck Ribéry (53. Min.), 3:4 Arjen Robben (59. Min.)                                                                   |                     |      |      |           |                    |                                     |                       |        |
| 091 | Fußball-Bundesliga 2013/14 – 1. Spieltag | 9. Aug. 2013 20:30  | FCB  | BMG  | 3:1 (2:1) | Allianz Arena      | 71.000                              | Tobias Welz           | Report |
|     | Tore: 1:0 Arjen Robben (12. Min.), 2:0 Mario Mandžukić (16. Min.), 2:1 Dante (40. Min. / Eigentor), 3:1 David Alaba (69. Min. / Elfmeter) |                     |      |      |           |                    |                                     |                       |        |
| 092 | Fußball-Bundesliga 2013/14 – 18. Spieltag | 24. Jan. 2014 20:30 | BMG  | FCB  | 0:2 (0:1) | Borussia-Park      | 54.010                              | Peter Gagelmann       | Report |
|     | Tore: 0:1 Mario Götze (7. Min.), 0:2 Thomas Müller (53. Min. / Elfmeter) |                     |      |      |           |                    |                                     |                       |        |
| 093 | Fußball-Bundesliga 2014/15 – 9. Spieltag | 26. Okt. 2014 17:30 | BMG  | FCB  | 0:0       | Borussia-Park      | 54.010                              | Felix Zwayer          | Report |
|     | Tore: Keine |                     |      |      |           |                    |                                     |                       |        |
| 094 | Fußball-Bundesliga 2014/15 – 26. Spieltag | 22. März 2015 17:30 | FCB  | BMG  | 0:2 (0:1) | Allianz Arena      | 75.000                              | Florian Meyer         | Report |
|     | Tore: 0:1 Raffael (30. Min.), 0:2 Raffael (77. Min.) |                     |      |      |           |                    |                                     |                       |        |
| 095 | Fußball-Bundesliga 2015/16 – 15. Spieltag | 5. Dez. 2015 15:30  | BMG  | FCB  | 3:1 (0:0) | Borussia-Park      | 54.010                              | Felix Zwayer          | Report |
|     | Tore: 1:0 Oscar Wendt (54. Min.), 2:0 Lars Stindl (66. Min.), 3:0 Fabian Johnson (68. Min.), 3:1 Franck Ribéry (81. Min.) |                     |      |      |           |                    |                                     |                       |        |
| 096 | Fußball-Bundesliga 2015/16 – 32. Spieltag | 30. Apr. 2016 15:30 | FCB  | BMG  | 1:1 (0:0) | Allianz Arena      | 75.000                              | Daniel Siebert        | Report |
|     | Tore: 1:0 Thomas Müller (6. Min.), 1:1 André Hahn (72. Min.) |                     |      |      |           |                    |                                     |                       |        |
| 097 | Fußball-Bundesliga 2016/17 – 8. Spieltag | 22. Okt. 2016 18:30 | FCB  | BMG  | 2:0 (2:0) | Allianz Arena      | 75.000                              | Jochen Drees          | Report |
|     | Tore: 1:0 Arturo Vidal (16. Min.), 2:0 Douglas Costa (31. Min.) |                     |      |      |           |                    |                                     |                       |        |
| 098 | Fußball-Bundesliga 2016/17 – 25. Spieltag | 12. März 1975       | BMG  | FCB  | 0:1 (0:0) | Borussia-Park      | 54.014                              | Tobias Stieler        | Report |
|     | Tore: 0:1 Thomas Müller (63. Min.) |                     |      |      |           |                    |                                     |                       |        |
| 099 | Fußball-Bundesliga 2017/18 – 13. Spieltag | 25. Nov. 2017 18:30 | BMG  | FCB  | 2:1 (2:0) | Borussia-Park      | 54.018                              | Manuel Gräfe          | Report |
|     | Tore: 1:0 Thorgan Hazard (39. Min. / Elfmeter), 2:0 Matthias Ginter (44. Min.), 2:1 Arturo Vidal (74. Min.) |                     |      |      |           |                    |                                     |                       |        |
| 100 | Fußball-Bundesliga 2017/18 – 30. Spieltag | 14. Apr. 2018 18:30 | FCB  | BMG  | 5:1 (2:1) | Allianz Arena      | 75.000                              | Robert Kampka         | Report |
|     | Tore: 0:1 Josip Drmić (9. Min.), 1:1 Sandro Wagner (37. Min.), 2:1 Sandro Wagner (41. Min.), 3:1 Thiago (51. Min.), 4:1 David Alaba (67. Min.), 5:1 Robert Lewandowski (82. Min.) |                     |      |      |           |                    |                                     |                       |        |
| 101 | Fußball-Bundesliga 2018/19 – 7. Spieltag | 6. Okt. 2018 18:30  | FCB  | BMG  | 0:3 (0:2) | Allianz Arena      | 75.000                              | Frank Willenborg      | Report |
|     | Tore: 0:1 Alassane Pléa (10. Min.), 0:2 Lars Stindl (16. Min.), 0:3 Patrick Herrmann (88. Min.) |                     |      |      |           |                    |                                     |                       |        |
| 102 | Fußball-Bundesliga 2018/19 – 24. Spieltag | 2. März 2019 18:30  | BMG  | FCB  | 1:5 (1:2) | Borussia-Park      | 54.022                              | Felix Zwayer          | Report |
|     | Tore: 0:1 Javi Martínez (2. Min.), 0:2 Thomas Müller (11. Min.), 1:2 Lars Stindl (37. Min.), 1:3 Robert Lewandowski (47. Min.), 1:4 Serge Gnabry (75. Min.), 1:5 Robert Lewandowski (90. Min. / Elfmeter)                                                                             |                     |      |      |           |                    |                                     |                       |        |
| 103 | Fußball-Bundesliga 2019/20 – 14. Spieltag | 7. Dez. 2019 15:30  | BMG  | FCB  | 2:1 (0:0) | Borussia-Park      | 54.022                              | Marco Fritz           | Report |
|     | Tore: 0:1 Ivan Perišić (49. Min.), 1:1 Ramy Bensebaini (60. Min.), 2:1 Ramy Bensebaini (90. Min. / Elfmeter) |                     |      |      |           |                    |                                     |                       |        |
| 104 | Fußball-Bundesliga 2019/20 – 31. Spieltag | 13. Juni 2020 18:30 | FCB  | BMG  | 2:1 (1:1) | Allianz Arena      | Unter Ausschluss der Öffentlichkeit | Felix Zwayer          | Report |
|     | Tore: 1:0 Joshua Zirkzee (26. Min.), 1:1 Benjamin Pavard (37. Min. / Eigentor), 2:1 Leon Goretzka (86. Min.) |                     |      |      |           |                    |                                     |                       |        |
| 105 | Fußball-Bundesliga 2020/21 – 15. Spieltag | 8. Jan. 2021 20:30  | BMG  | FCB  | 3:2 (2:2) | Borussia-Park      | Unter Ausschluss der Öffentlichkeit | Harm Osmers           | Report |
|     | Tore: 0:1 Robert Lewandowski (20. Min. / Elfmeter), 0:2 Leon Goretzka (26. Min.), 1:2 Jonas Hofmann (35. Min.), 2:2 Jonas Hofmann (45. Min.), 3:2 Florian Neuhaus (49. Min.) |                     |      |      |           |                    |                                     |                       |        |
| 106 | Fußball-Bundesliga 2020/21 – 32. Spieltag | 8. Mai 2021 18:30   | FCB  | BMG  | 6:0 (4:0) | Allianz Arena      | Unter Ausschluss der Öffentlichkeit | Tobias Stieler        | Report |
|     | Tore: 1:0 Robert Lewandowski (2. Min.), 2:0 Thomas Müller (23. Min.), 3:0 Robert Lewandowski (34. Min.), 4:0 Kingsley Coman (44. Min.), 5:0 Robert Lewandowski (66. Min. / Elfmeter), 6:0 Leroy Sané (86. Min.)                                                                       |                     |      |      |           |                    |                                     |                       |        |
| 107 | Fußball-Bundesliga 2021/22 – 1. Spieltag | 13. Aug. 2021 20:30 | BMG  | FCB  | 1:1 (1:1) | Borussia-Park      | 22.925                              | Marco Fritz           | Report |
|     | Tore: 1:0 Alassane Pléa (10. Min.), 1:1 Robert Lewandowski (42. Min.) |                     |      |      |           |                    |                                     |                       |        |
| 108 | Fußball-Bundesliga 2021/22 – 18. Spieltag | 7. Jan. 2022 20:30  | FCB  | BMG  | 1:2 (1:2) | Allianz Arena      | Unter Ausschluss der Öffentlichkeit | Daniel Siebert        | Report |
|     | Tore: 1:0 Robert Lewandowski (18. Min.), 1:1 Florian Neuhaus (27. Min.), 1:2 Stefan Lainer (31. Min.) |                     |      |      |           |                    |                                     |                       |        |
| 109 | Fußball-Bundesliga 2022/23 – 4. Spieltag | 27. Aug. 2022 18:30 | FCB  | BMG  | 1:1 (0:1) | Allianz Arena      | 75.000                              | Daniel Schlager       | Report |
|     | Tore: 0:1 Marcus Thuram (43. Min.), 1:1 Leroy Sané (83. Min.) |                     |      |      |           |                    |                                     |                       |        |
| 110 | Fußball-Bundesliga 2022/23 – 21. Spieltag | 18. Feb. 2023 15:30 | BMG  | FCB  | 3:2 (1:1) | Borussia-Park      | 54.042                              | Tobias Welz           | Report |
|     | Tore: 1:0 Lars Stindl (13. Min.), 1:1 Eric Maxim Choupo-Moting (35. Min.), 2:1 Jonas Hofmann (55. Min.), 3:1 Marcus Thuram (84. Min.), 3:2 Mathys Tel (90. Min. + 3) |                     |      |      |           |                    |                                     |                       |        |
| 111 | Fußball-Bundesliga 2023/24 – 3. Spieltag | 2. Sep. 2023 18:30  | BMG  | FCB  | 1:2 (1:0) | Borussia-Park      | 54.042                              | Deniz Aytekin         | Report |
|     | Tore: 1:0 Kō Itakura (30. Min.), 1:1 Leroy Sané (58. Min.), 1:2 Mathys Tel (87. Min.) |                     |      |      |           |                    |                                     |                       |        |
| 112 | Fußball-Bundesliga 2023/24 – 20. Spieltag | 3. Feb. 2024 15:30  | FCB  | BMG  | 3:1 (1:1) | Allianz Arena      | 75.000                              | Tobias Stieler        | Report |
|     | Tore: 0:1 Nico Elvedi (35. Min.), 1:1 Aleksandar Pavlović (45. Min.), 2:1 Harry Kane (70. Min.), 3:1 Matthijs de Ligt (86. Min.) |                     |      |      |           |                    |                                     |                       |        |
| 113 | Fußball-Bundesliga 2024/25 – 16. Spieltag | 11. Jan. 2025 18:30 | BMG  | FCB  | 0:1 (0:0) | Borussia-Park      | 54.042                              | Felix Zwayer          | Report |
|     | Tore: 0:1 Harry Kane (68. Min. / Elfmeter) |                     |      |      |           |                    |                                     |                       |        |
| 114 | Fußball-Bundesliga 2024/25 – 33. Spieltag | 10. Mai 2025 18:30  | FCB  | BMG  | 2:0 (1:0) | Allianz Arena      | 75.000                              | Sven Jablonski        | Report |
|     | Tore: 1:0 Harry Kane (31. Min.), 2:0 Michael Olise (90. Min.) |                     |      |      |           |                    |                                     |                       |        |

## Liste der Spiele im DFB-Pokal
| Nr. | Anlass | Datum               | Heim | Gast | Ergebnis                  | Austragungsort   | Zuschauer | Schiedsrichter    | Report |
| --- | --- | ------------------- | ---- | ---- | ------------------------- | ---------------- | --------- | ----------------- | ------ |
| 01  | DFB-Pokal 1983/84 – Endspiel | 31. Mai 1984 18:00  | FCB  | BMG  | 7:6 (0:1, 1:1, 1:1) i. E. | Waldstadion      | 61.146    | Volker Roth       | Report |
|     | Tore: 0:1 Frank Mill (33. Min.), 1:1 Wolfgang Dremmler (82. Min.) Elfmeterschießen: Lothar Matthäus verschießt, 1:0 Søren Lerby, 1:1 Kai Erik Herlovsen, 2:1 Norbert Nachtweih, 2:2 Uli Borowka, 3:2 Wolfgang Grobe, 3:3 Hans-Günter Bruns, Klaus Augenthaler verschießt, 3:4 Wilfried Hannes, 4:4 Karl-Heinz Rummenigge, 4:5 Hans-Jörg Criens, 5:5 Wolfgang Dremmler, 5:6 Michael Frontzeck, 6:6 Bernd Martin, Norbert Ringels verschießt, 7:6 Michael Rummenigge |                     |      |      |                           |                  |           |                   |        |
| 02  | DFB-Pokal 1984/85 – Halbfinale | 6. Apr. 1985 20:00  | FCB  | BMG  | 1:0 (0:0, 0:0) n. V.      | Olympiastadion   | 52.000    | Wilfried Heitmann | Report |
|     | Tore: 1:0 Søren Lerby (101. Min. / Elfmeter) |                     |      |      |                           |                  |           |                   |        |
| 03  | DFB-Pokal 1987/88 – 2. Hauptrunde | 25. Okt. 1987 19:30 | BMG  | FCB  | 2:2 (0:0, 1:1) n. V.      | Bökelbergstadion | 34.000    | Gerhard Theobald  | Report |
|     | Tore: 0:1 Michael Rummenigge (72. Min.), 1:1 Christian Hochstätter (77. Min.), 1:2 Hans Dorfner (97. Min.), 2:2 Günter Thiele (100. Min.) |                     |      |      |                           |                  |           |                   |        |
| 04  | DFB-Pokal 1987/88 – 2. Hauptrunde, Wdh. | 11. Nov. 1987 20:15 | FCB  | BMG  | 3:2 (0:0, 1:1) n. V.      | Olympiastadion   | 42.000    | Heinz Werner      | Report |
|     | Tore: 0:1 Günter Thiele (57. Min.), 1:1 Lothar Matthäus (74. Min.), 2:1 Michael Rummenigge (93. Min.), 2:2 Hans-Jörg Criens (110. Min.), 3:2 Michael Rummenigge (111. Min.) |                     |      |      |                           |                  |           |                   |        |
| 05  | DFB-Pokal 1996/97 – 2. Hauptrunde | 2. Okt. 1996 20:30  | BMG  | FCB  | 1:2 (1:1)                 | Bökelbergstadion | 34.500    | Hartmut Strampe   | Report |
|     | Tore: 1:0 Jörg Neun (9. Min.), 1:1 Thomas Strunz (28. Min.), 1:2 Alexander Zickler (85. Min.) |                     |      |      |                           |                  |           |                   |        |
| 06  | DFB-Pokal 2007/08 – 2. Hauptrunde | 31. Okt. 2007 20:30 | FCB  | BMG  | 3:1 (0:0)                 | Allianz Arena    | 69.000    | Manuel Gräfe      | Report |
|     | Tore: 1:0 Luca Toni (47. Min.), 2:0 Luca Toni (57. Min.), 2:1 Marcel Ndjeng (70. Min.), 3:1 Miroslav Klose (83. Min.) |                     |      |      |                           |                  |           |                   |        |
| 07  | DFB-Pokal 2011/12 – Halbfinale | 21. März 2012 20:30 | BMG  | FCB  | 2:4 (0:0, 0:0, 0:0) i. E. | Borussia-Park    | 54.049    | Thorsten Kinhöfer | Report |
|     | Tore: Keine Elfmeterschießen: 0:1 David Alaba, 1:1 Filip Daems, 1:2 Franck Ribéry, 2:2 Patrick Herrmann, 2:3 Philipp Lahm, Dante verschießt, 2:4 Toni Kroos, Håvard Nordtveit verschießt |                     |      |      |                           |                  |           |                   |        |
| 08  | DFB-Pokal 2021/22 – 2. Hauptrunde | 27. Okt. 2021 20:45 | BMG  | FCB  | 5:0 (3:0)                 | Borussia-Park    | 48.500    | Tobias Stieler    | Report |
|     | Tore: 1:0 Manu Koné (2. Min.), 2:0 Ramy Bensebaini (15. Min.), 3:0 Ramy Bensebaini (21. Min. / Elfmeter), 4:0 Breel Embolo (51. Min.), 5:0 Breel Embolo (57. Min.) |                     |      |      |                           |                  |           |                   |        |

## Spieler, die für beide Vereine aktiv waren
Stefan Effenberg war jeweils zwei Mal für die Vereine aktiv. Lothar Matthäus bestritt in 17 Jahren insgesamt 464 Partien (162 für Mönchengladbach und 302 für München) als Überläufer für die Clubs.
| Name                 | Position                    | FC Bayern München    | Borussia Mönchengladbach |
| -------------------- | --------------------------- | -------------------- | ------------------------ |
| Patrik Andersson     | Abwehr                      | 1999–2001            | 1993–1999                |
| Alexander Baumjohann | Mittelfeld                  | 2009–2010            | 2007–2009                |
| Michaël Cuisance     | Mittelfeld                  | 2019–2022            | 2017–2019                |
| Dante                | Abwehr                      | 2012–2015            | 2009–2012                |
| Sebastian Deisler    | Mittelfeld                  | 2002–2007            | 1998–1999                |
| Karl Del’Haye        | Sturm                       | 1980–1985            | 1974–1980                |
| Max Eberl            | Abwehr                      | 1991                 | 1999–2005                |
| Stefan Effenberg     | Mittelfeld                  | 1990–1992, 1998–2002 | 1987–1990, 1994–1998     |
| Giovane Élber        | Sturm                       | 1997–2003            | 2005                     |
| Berkant Göktan       | Sturm                       | 1998–2001            | 1999                     |
| Uwe Gospodarek       | Tor                         | 1991–1995            | 2007–2009                |
| Thomas Herbst        | Sturm                       | 1981–1982            | 1983–1986, 1987–1988     |
| Marcell Jansen       | Mittelfeld / Abwehr         | 2007–2008            | 2004–2007                |
| Thomas Kastenmaier   | Abwehr                      | 1989–1990            | 1990–1998                |
| Sinan Kurt           | Sturm                       | 2014–2015            | 2014                     |
| Lothar Matthäus      | Mittelfeld / Libero         | 1984–1988, 1992–2000 | 1979–1984                |
| Markus Münch         | Mittelfeld                  | 1990–1994, 1996–1997 | 2001–2003                |
| Jan Schlaudraff      | Mittelfeld / Sturm          | 2007–2008            | 2002–2004                |
| Yann Sommer          | Tor                         | 2023                 | 2014–2023                |
| Michael Sternkopf    | Mittelfeld / Sturm          | 1990–1995            | 1995–1996                |
| Marcel Witeczek      | Abwehr / Mittelfeld / Sturm | 1993–1997            | 1997–2003                |
| Christian Ziege      | Mittelfeld / Abwehr         | 1990–1997            | 2004–2005                |

## Trainer, die bei beiden Clubs tätig waren
Zwei Trainer waren für die beiden Clubs am Spielfeldrand tätig. Udo Lattek trainierte von 1970 bis 1975 den FC Bayern und wechselte dann zur Fohlenelf als Nachfolger von Weisweiler. 1983 kehrte er nach München zurück und blieb bis zum Saisonende 1986/87. Insgesamt holte Lattek mit den Bayern und den Fohlen u. a. acht deutsche Meistertitel und ist damit Rekordhalter.
Jupp Heynckes wurde nach seiner aktiven Laufbahn beim VfL 1979 zum Nachfolger von Lattek. Er blieb bis 1987 und wechselte zu den Roten. 1991 endete seine erste Zeit bei den damals kriselnden Bayern, nach einer 1:4-Niederlage gegen die Stuttgarter Kickers. 2006 wurde er wieder von der Borussia verpflichtet. dort blieb er aber nur bis Ende Januar 2007. 2009 holten ihn die Münchner zurück, um den kurz vor Saisonende beurlaubten Jürgen Klinsmann zu ersetzen. Zwei Jahre später kehrte er nach der Beurlaubung von Louis van Gaal als Cheftrainer zurück. In der dritten Amtszeit führte er den FCB 2013 zum Triple. Am Ende der Saison 2012/13 begab er sich in den (vermeintlichen) Ruhestand. Zum vierten Mal übernahm Heynckes die Mannschaft im Oktober 2017. Der zum Saisonbeginn 2016/17 verpflichtete Carlo Ancelotti musste den Club Ende September verlassen. Heynckes sprang noch einmal ein und tat dies als Freundschaftsdienst für Uli Hoeneß. Der Vertrag lief bis zum Ende der Saison 2017/18.
| Name          | FC Bayern München                     | Borussia Mönchengladbach |
| ------------- | ------------------------------------- | ------------------------ |
| Jupp Heynckes | 1987–1991, 2009, 2011–2013, 2017–2018 | 1979–1987                |
| Udo Lattek    | 1970–1975, 1983–1987                  | 1975–1979                |

## Titelvergleich
| FC Bayern München | Wettbewerb                                            | Borussia Mönchengladbach       |
| 34 1932, 1969, 1972, 1973, 1974, 1980, 1981, 1985, 1986, 1987, 1989, 1990, 1994, 1997, 1999, 2000, 2001, 2003, 2005, 2006, 2008, 2010, 2013, 2014, 2015, 2016, 2017, 2018, 2019, 2020, 2021, 2022, 2023, 2025 | Deutsche Meisterschaft                                | 5 1970, 1971, 1975, 1976, 1977 |
| 20 1957, 1966, 1967, 1969, 1971, 1982, 1984, 1986, 1998, 2000, 2003, 2005, 2006, 2008, 2010, 2013, 2014, 2016, 2019, 2020                                                                                     | DFB-Pokal                                             | 3 1960, 1973, 1995             |
| 10 1987, 1990, 2010, 2012, 2016, 2017, 2018, 2020, 2021, 2022 | DFB- / DFL-Supercup                                   | –                              |
| 6 1997, 1998, 1999, 2000, 2004, 2007 | DFL-Ligapokal                                         | –                              |
| 6 1974, 1975, 1976, 2001, 2013, 2020 | Europapokal der Landesmeister / UEFA Champions League | –                              |
| 1 1967 | Europapokal der Pokalsieger                           | –                              |
| 1 1996 | UEFA-Pokal / UEFA Europa League                       | 2 1975, 1979                   |
| 2 2013, 2020 | UEFA Super Cup                                        | –                              |
| 4 1976, 2001, 2013, 2020 | Weltpokal / FIFA-Klub-Weltmeisterschaft               | –                              |